# Evlyn Howard-Jones
Evlyn Howard-Jones (* 1877 in London; †  4. Januar 1951) war ein englischer Pianist, Dirigent und Musikpädagoge.
Howard-Jones studierte am Royal College of Music und war dann Schüler von Eugen d’Albert. Er debütierte 1908 in einem Konzert der Royal Philharmonic Society in London  unter der Leitung von Henry Wood mit Brahms’ Zweitem Klavierkonzert und profilierte sich in den Folgejahren als einer der bedeutendsten Brahms-Interpreten.  Daneben spielte er auch Werke zeitgenössischer englischer Komponisten wie Frederick Delius und Cyril Scott, die ihm mehrere Kompositionen widmeten, und John Ireland. 1920 führte Howard-Jones mit dem London String Quartet das ihm gewidmete Klavierquintett von Scott zum ersten Mal auf.
Auch als Dirigent war Howard-Jones aktiv, so 1906 als erster Dirigent des New Symphony Orchestra. 1923 gründete er die Federation of Music Clubs, die sich um die Verbreitung der Kammermusik verdient machten, und mit seiner Frau, der Geigerin Grace Thynne, den Chelsea Children’s Chamber Music Club. Als gefragter Klavierlehrer betrieb er in London eine eigene Klavierschule.